# L'Enfant de la forêt (film, 1935)
Pour les articles homonymes, voir L'Enfant de la forêt et Freckles.
Pour plus de détails, voir Fiche technique et Distribution.
L'Enfant de la forêt (titre original : Freckles) est un drame romantique américain en noir et blanc réalisé par Edward Killy et William Hamilton, sorti en 1935. 
Il s'agit de la deuxième adaptation au cinéma du roman de Gene Stratton-Porter, Freckles (1904). 

## Synopsis
Freckles, un jeune homme orphelin, se présente dans un camp de bûcherons. L’institutrice du coin, Mary Arden, s'entiche aussitôt de lui et convainc le propriétaire de l'entreprise forestière, McLean, de l'embaucher comme garde forestier. En travaillant là-bas, Freckles noue une relation avec Mary, tandis que Laurie-Lou Duncan, jeune fille précoce, se lie également d'amitié avec Freckles ; elle l'aide à en apprendre davantage sur la forêt et les plantes qu'elle contient. 
Alors que les bûcherons sont en train d'abattre un arbre, Laurie-Lou s'aperçoit que son ourson de compagnie risque d'être blessé par la chute de l'arbre ; elle tente de détacher l'animal, mais l'arbre commence déjà à tomber, risquant de la tuer. À cette vue, Freckles se précipite vers elle.

## Fiche technique
- Titre français : L'Enfant de la forêt
- Titre original : Freckles
- Réalisation : Edward Killy et William Hamilton
- Scénario : Dorothy Yost, Mary Mayes, d'après le roman de Gene Stratton-Porter Freckles (1904)
- Photographie : Robert de Grasse
- Montage : Desmond Marquette
- Musique : Alberto Colombo, Leo Kempinski, Max Steiner
- Producteur : Pandro S. Berman, William Sistrom
- Société de production : RKO Pictures
- Société de distribution : RKO Pictures
- Pays d'origine :  États-Unis
- Format : Noir et blanc - 1,37:1 - son : Mono (RCA Victor System)
- Genre : Film dramatique
- Durée : 69 min
- Dates de sortie :  
  - États-Unis : 4 octobre 1935
  - France :16 octobre 1936

## Distribution
- Tom Brown : Freckles
- Virginia Weidler : Laurie-Lou Duncan
- Carol Stone : Mary Arden
- Lumsden Hare : McLean
- James Bush : Ralph Barton
- Dorothy Peterson : Mme Duncan
- Addison Richards : Jack Carter
- Richard Alexander : Wessner
- George Lloyd : Al Waters
- Louis Natheaux : Lefty
- Wade Boteler : Butch